# Гильдейский дом (Выборг)
Гильдейский дом — старинное здание в историческом центре Выборга на Выборгской улице (дом 10), средневековый памятник архитектуры.

## История
Считается, что сложенное из гранитных валунов одноэтажное здание со сводчатым подвалом было построено в XVI веке. Это невысокое каменное строение — одно из немногих, возведённых до городской перепланировки, проведённой в 1640-х годах — служило местом собраний городских гильдий ремесленников. Оно располагается в глубине участка, в окружении более поздних построек. Наряду со сходными усадьбой бюргера, домом горожанина и расположенным на соседнем участке домом купеческой гильдии Святого Духа, входит в четвёрку средневековых бюргерских домов — маленьких частных «крепостей» XIV—XVII веков, которые на территории России можно увидеть только в Выборге.
Наличие в городе специального здания для нужд гильдий ремесленников было обусловлено законодательством Шведского королевства, строго регламентировавшим цеховую организацию горожан. В 1620-е годы в Выборге была организована профессиональная община портных, двумя десятилетиями позже — сапожников и ткачей. В дальнейшем свои гильдии создали столяры, токари, кожевенники, меховщики, кузнецы, бондари, ювелиры и мебельщики. Строгие правила организации профессиональных объединений, регламентировавшие даже вступление подмастерьев в брак, были отменены в Великом княжестве Финляндском только в XIX веке.
С XIX века в средневековом здании последовательно размещались различные частные организации. В 1930-х годах застройка участка была изменена в соответствии с планом архитектора Ялмари Ланкинена, пристроившего в 1938 году к бывшему гильдейскому дому здание гаража. Постройки, получившие повреждения во время советско-финских войн (1939—1944), были отремонтированы в послевоенное время и приспособлены под размещение службы городских электросетей. В 2016 году помещения Гильдейского дома и соседнего Дома купеческой гильдии переданы в ведение музея «Выборгский замок» для последующего размещения в них музейной экспозиции.